# Odd Haugen
Odd Haugen (ur. 16 stycznia 1950, Tingvoll) – amerykański trójboista siłowy, kulturysta, zawodnik futbolu amerykańskiego i strongman norweskiego pochodzenia.
Wicemistrz Norwegii Strongman w latach 2000 i 2003.

## Życiorys
Odd Haugen rozpoczął sporty siłowe od kulturystyki i trójboju siłowego. Od 1996 roku bierze udział w zawodach siłaczy. Wziął udział w Mistrzostwach Świata Strongman 2001, Mistrzostwach Świata Strongman 2002 i Mistrzostwach Świata Strongman 2006, jednak nigdy nie zakwalifikował się do finału. Występował jako sędzia zawodów siłaczy, w tym zawodów Arnold Strongman Classic.
Nie jest spokrewniony z norweskim siłaczem Arildem Haugenem.
Mieszka w Newbury Park (stan Kalifornia).
Wymiary:
- wzrost: 193 cm
- waga: 136-140 kg
- biceps: 52 cm
- klatka piersiowa: 142 cm
- talia: 100 cm

Rekordy życiowe:
- przysiad: 320 kg
- wyciskanie: 220 kg
- martwy ciąg: 360 kg

## Osiągnięcia strongman
- 1999

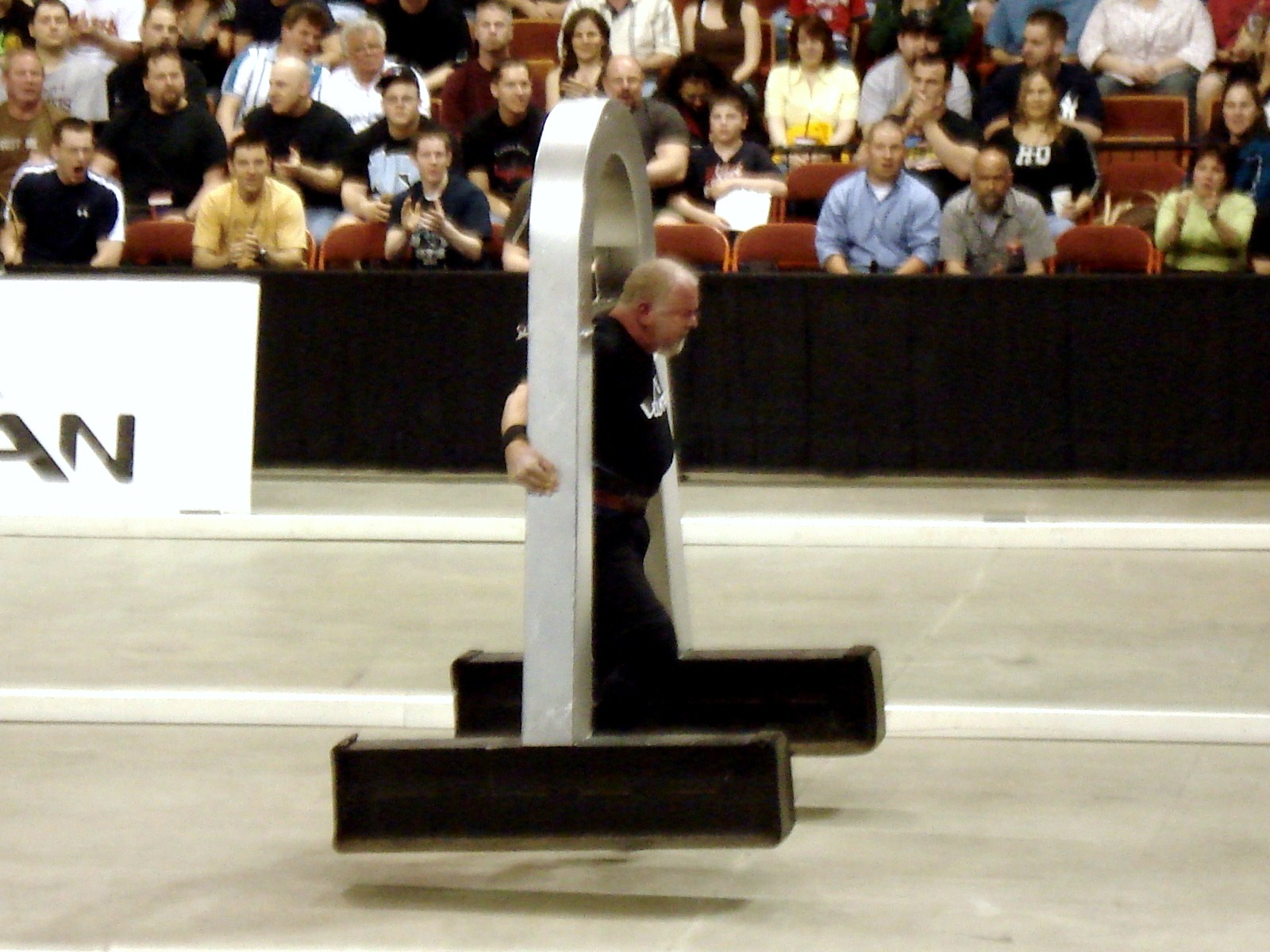
Odd Haugen w konkurencji Spacer buszmena

  - 3. miejsce – Mistrzostwa USA Strongman
- 2000
  - 1. miejsce – Mistrzostwa Hawajów Strongman
  - 2. miejsce – Mistrzostwa Norwegii Strongman
- 2001
  - 1. miejsce – Mistrzostwa Hawajów Strongman
  - 8. miejsce – Super Seria 2001: Praga
  - 9. miejsce – Super Seria 2001: Sztokholm
- 2002
  - 5. miejsce – Drużynowe Mistrzostwa Świata Par Strongman 2002
  - 9. miejsce – Super Seria 2002: Sztokholm
- 2003
  - 8. miejsce – Super Seria 2003: Oahu
  - 10. miejsce – Super Seria 2003: Hawaje
  - 1. miejsce – Mistrzostwa Hawajów Strongman
  - 2. miejsce – Mistrzostwa Norwegii Strongman
- 2004
  - 12. miejsce – Super Seria 2004: Moskwa
- 2005
  - 4. miejsce – FitExpo 2005
  - 5. miejsce – Drużynowe Mistrzostwa Świata Par Strongman 2005
  - 11. miejsce – Super Seria 2005: Venice Beach
  - 12. miejsce – Super Seria 2005: Malbork
  - 7. miejsce – Super Seria 2005: Varberg
  - 11. miejsce – Super Seria 2005: Mohegan Sun
  - 7. miejsce – Mistrzostwa Europy Strongman 2005
  - 2. miejsce – Czwarte zawody Polska kontra Reszta Świata
- 2006
  - 5. miejsce – FitExpo Strongman 2006
  - 9. miejsce – Super Seria 2006: Mohegan Sun
  - 6. miejsce – Super Seria 2006: Moskwa
  - 11. miejsce – Mistrzostwa USA Strongman 2006
  - 4. miejsce – Mistrzostwa Norwegii Strongman[3]
- 2007
  - 5. miejsce – All-American Strongman Challenge 2007
  - 11. miejsce – Super Seria 2007: Mohegan Sun
  - 3. miejsce – Mistrzostwa Norwegii Strongman
  - 9. miejsce – Super Seria 2007: Viking Power Challenge
  - 9. miejsce – Mistrzostwa Ameryki Północnej Strongman 2007
- 2008
  - 11. miejsce – Super Seria 2008: Mohegan Sun
  - 3. miejsce – Mistrzostwa Norwegii Strongman
  - 9. miejsce – Super Seria 2008: Viking Power Challenge
- 2009
  - 12. miejsce – Mistrzostwa Norwegii Strongman[4]